# Никола Радуловић
Никола Радуловић Којо (Божићи, код Бос. Дубице, 15. март 1915 — Босанска Дубица, 14. април 1984), учесник Народноослободилачке борбе и народни херој Југославије.

## Биографија
Рођен је 15. марта 1915. године у селу Божићи, код Босанске Дубице. Потиче из сиромашне сељачке породице. До 1931. године се бавио земљорадњом, а онда се запослио као шумар у пилани „Нашичка“ у Горњим Подградцима, под Козаром, где је остао до јула 1941. године.
Учествовао је у првим устаничким акцијама око Босанске Дубице, у нападу на жандармеријску станицу у селу Драксенић, и у нападу на Горње Подградце. Којо је испољио велику храброст у борби за Мраковицу и Турјак, у освајању Козарца, јануара 1942. године, и у борбама с усташком Црном легијом. Тих дана је примљен у Комунистичку партију Југославије.
Крајем марта 1942. године, када је од дела бораца Другог крајишког партизанског одреда формиран Ударни батаљон за борбу против четника, у једној од његових чета био је и Којо Радуловић. Као борац, истако се у борбама батаљона с четницима у централној Босни. После два и по месеца непрекидних борби, Ударни батаљон се вратио на стари терен, у тренутку када је на снаге Другог крајишког одреда, јуна 1942. почињала велика непријатељска офанзива. Ударни батаљон и Први батаљон Другог крајишког одреда водили су најжешће борбе с непријатељем, проболи обруч и извели око 15.000 људи, жена и деце из козарских збегова. У борбама које су трајале читавог јула, Којо је био прво десетар, а затим водник Друге чете Ударног батаљона.
Као борац Пете крајишке козарске ударне бригаде, Којо је био учесник у Бихаћкој операцији, борбама код Босанске Крупе, на бункерима од Новог до Љубије, и у непријатељској офанзиви на Грмечу. Налазио се у групи од 17 бораца Четвртог батаљона Пете козарске бригаде, која је, у зору 25. априла 1943. године, упала у Приједор, убила 12 стражара усташког затвора „Циглана“, и ослободила 120 затвореника, дотеранх с Козаре, које су усташе припремале за транспорт у Немачку и јасеновачки логор.
На смотри Пете крајишке ударне бригаде, која је одржана 1. маја 1943. године у селу Моштаници под Козаром, Којо је постављен за командира Треће чете Четвртог батаљона, а нешто касније и заменик команданта истог батаљона. Личним примерима храбрости предводио је борце, свог батаљона, у многим борбама, у централној Босни, у ослобођењу Прњавора и Тешња, Теслића и Дервенте, Српца и Лијевчанског Разбоја. А маја 1943. године када је Пета козарска бригада кренула у источну Босну и Србију, Којо остаје у централној Босни као командант партизанског одреда на Мотајици, с којим је извојевао значајне победе, нарочито у време друге бањалучке операције, када је затварао правац од Дервенте према Бањој Луци.
У борби с Черкезима, на Вучијаку, остао је с пушкомитраљезом на положају и штитио повлачење бораца, иако је и сам био рањен. Једна од највјећих Којиних акција изведена је 11. новембра 1946. године, када је на планини Чемерници, прво открио, а онда и ухватио Раду Радића, једног од најистакнутијих четничких вођа у централној Босни.
После ослобођења Југославије Којо је због здравствених проблема демобилисан из 53. средњобосанске дивизије. Био је један од најактивнијих друштвено-политичких радника Босанске Дубице и Кнежпоља. Био је председник борачке организације у Кнежпољу и члан Републичког одбора СУБНОР-а Социјалистичке Републике Босне и Херцеговине.
Умро је 14. априла 1984. године у Босанској Дубици.
Носилац је Партизанске споменице 1941. и других југословенских одликовања. Орденом народног хероја одликован је 24. јула 1953. године.